# Kitzbühel (distrikt)
Kitzbühel är ett distrikt i förbundslandet Tyrolen i Österrike.
Distriktet gränsar till Tyskland i norr, distrikten Kufstein och Schwaz i väst, samt förbundslandet Salzburg i både öst och söder. Staden Kitzbühel är administrativt centrum i distriktet.
Distriktet består av 20 kommuner, varav en stadskommun och tre köpingskommuner:

Kommunerna i distriktet Kitzbühel.

Stadskommun (Stadtgemeinde):
- Kitzbühel

Köpingskommuner (Marktgemeinden):
- Fieberbrunn
- Hopfgarten im Brixental
- Sankt Johann in Tirol

Kommuner (Gemeinden):

- Aurach bei Kitzbühel
- Brixen im Thale
- Going am Wilden Kaiser
- Hochfilzen
- Itter
- Jochberg
- Kirchberg in Tirol
- Kirchdorf in Tirol
- Kössen
- Oberndorf in Tirol
- Reith bei Kitzbühel
- Sankt Jakob in Haus
- Sankt Ulrich am Pillersee
- Schwendt
- Waidring
- Westendorf